# Los Xochimilcas
Los Xochimilcas (inicialmente, Hot Boys y Los Xochimilcas Boys) fue un grupo versátil cómico-musical de México cuya actividad se llevó a cabo durante las décadas de 1940 a 1980. Dada su variabilidad interpretaron géneros como chachacha, cumbia, danzón, blues, swing, jazz y más. Se caracterizaron por un estilo cómico, ocurrente, el uso de vestimentas de indígenas, así como el realce en la interpretación de instrumentos como el contrabajo, el acordeón, la batería y la trompeta.

## Trayectoria
Martin Armenta Tornero, originario de Cocula, Jalisco, fundó un grupo musical junto con Francisco "El Glostora" Gómez García, César Sosa Sosa y Antonio Caudillo comenzando sus presentaciones en las carpas, pasando largas temporadas en el Teatro Blanquita, interviniendo en diversas películas en la época de oro; Ella y Yo (Pedro Armendariz y Miroslava), Viaje a la Luna (con los cómicos de ese momento), Ay amor cómo me has puesto (Tin Tan) y otras.
Originalmente, el grupo se llamada Hot Boys y vestían frac, ejecutaban ritmos al estilo de las grandes bandas norteamericanas, posteriormente, y a partir de un evento de fiestas patrias, cambiaron su estilo y su nombre, quedando como Los Xochimilcas Boys, con el tiempo se retiró la palabra Boys. Se presentaban con vestimenta de indígenas, con sombrero de paja el trompetista y colores llamativos. Asimismo, presentaban un espectáculo diferente para su época, sobre cómo hacer partícipe al público en el espectáculo.
Los Xochimilcas, incluyeron en sus incursiones discográficas varios danzones como lo fueron «Teléfono a larga distancia», «¿Por qué llora el niño?», también interpretaron varias composiciones de compositores cubanos como Carbó Menéndez y de Dámaso Pérez Prado como lo fueron «Qué rico el mambo», en una singular interpretación, «Mambo núm. 5», «Silbando mambo» entre otras.
Interpretaron una versión parodia de la canción "She Loves You" de The Beatles, titulada "Chilorius". El danzón fue uno de los ritmos explotados por Los Xochimilcas de una manera cómica y alegre, tales como «Juárez», «Cachita», «San Luis Blues» entre otros.

## Miembros
Los fundadores del cuarteto fueron:
- Martin Armenta Tornero: fue miembro fundador del grupo. Fue responsable de la voz, trompeta y conducción desde 1948 hasta su muerte en 1987. Nació en Cocula, Jalisco, en 1924 y falleció en México D. F. el 1 de diciembre de 1987.[9] Considerado como uno de los mejores trompetistas a nivel nacional e internacional.
- Francisco Gómez García: conocido artísticamente como El Glostora. Ejecutante del contrabajo y coros desde 1948 hasta su muerte en 1983. Nació en Guadalajara, Jalisco, falleció en México D. F. el 27 de agosto de 1983 a la edad de 66 años.[9]
- César Sosa Sosaː fue miembro fundador del grupo, responsable del acordeón y coros desde 1948 hasta su retiro a mediados de los setenta. Nació en 1909.
- Antonio Caudillo Pérezː fue miembro fundador del grupo responsable de la batería desde 1948 hasta su salida del grupo en 1955. Nació en 1912 y falleció en México D. F. el 27 de octubre de 1981.[9]

Con el paso de los años varios músicos más se unieron al cuarteto en distintas épocas:
- Roberto Castro Bracamontesː responsable de la batería y coros desde 1955, después de que es despedido Antonio Caudillo, hasta finales de los ochenta.
- Francisco Garcíaː es invitado al grupo por César Sosa para reemplazarlo en el acordeón y coros desde mediados de los setenta hasta finales de los ochenta. Falleció en 1997.
- Jose Luis Gómezː a raíz del fallecimiento de su padre Francisco Gómez, toma su lugar en el contrabajo y coros desde 1983 hasta finales de los ochenta.

## Discografía

### Álbumes originales
| - 1960ː Una tanda con Los Xochimilcas - 1961ː Más tandas con Los Xochimilcas - 1962ː Los Xochimilcas - 1962ː Cuando canta el cornetin - 1963ː Juan Cocoliso en - 1963ː Despeinada..ǃ - 1964ː Éxitos de actualidad - 1964ː Teléfono a larga distancia - 1964ː Las mañanitas - 1964ː 15 Aniversario' - 1965ː Cumbias y Dengues - 1965ː ¡Hay naranjasǃ - 1965ː Triunfamos - 1966ː A Gu-Gu - 1966ː La banda borracha - 1966ː Los borrachos son ustedes - 1966ː Fuiste a Acapulco - 1966ː Lo clásico de los danzones - 1967ː Cumbiando..ǃ | - 1967ː Apaleando un burro - 1967ː Boogie Woogie - 1967ː Bailando con ... - 1968ː Los hippies mexicanos - 1968ː Los psicoldelicos Xochimilcas - 1968ː Duérmete niño... - 1969ː Los Xochimilcas y otras hierbas - 1969ː Navidad de puerta en puerta - 1970ː Variedad - 1971ː Dándole azúcar al danzón - 1971ː Fiesta para la momiza - 1972ː Los chupamaros - 1973ː Organo sí... pero supersónico y kailedoscopico - 1974ː Una pachanga con Los Xochimilcas - 1975ː Las calabaceadas - 1976ː Viajemos - 1977ː Hustle? Hustleǃ Bump? Bumpǃ - 1981ː De postín |

## Filmografía
- 1950 - Mi preferida[10]
- 1950 - Al son del mambo[11]
- 1950 - Ella y yo[12]
- 1950 - ¡Ay amor... cómo me has puesto![13]
- 1958 - Viaje a la luna[14]
- 1959 - El super flaco[15]
- 1967 - Nuestros buenos vecinos de Yucatán[16]
- 1969 - Cuando se vuelve a Dios[17]
- 1988 - Los Maistros[18]